# 133293 Andrushivka
(133293) Andrușivka, denumire internațională (133293) Andrushivka, este un asteroid din centura principală de asteroizi.

## Descriere
133293 Andrushivka este un asteroid din centura principală de asteroizi. A fost descoperit pe 18 septembrie 2003 la observatorul astronomic din Andrușivka. Asteroidul prezintă o orbită caracterizată de o semiaxă mare de 3,11 ua, o excentricitate de 0,12 și o înclinație de 10,9° în raport cu ecliptica.